# Vicia macrograminea
Vicia macrograminea är en ärtväxtart som beskrevs av Arturo Erhardo Erardo Burkart. Vicia macrograminea ingår i släktet vickrar, och familjen ärtväxter. Inga underarter finns listade i Catalogue of Life.